# Adolf Steuble

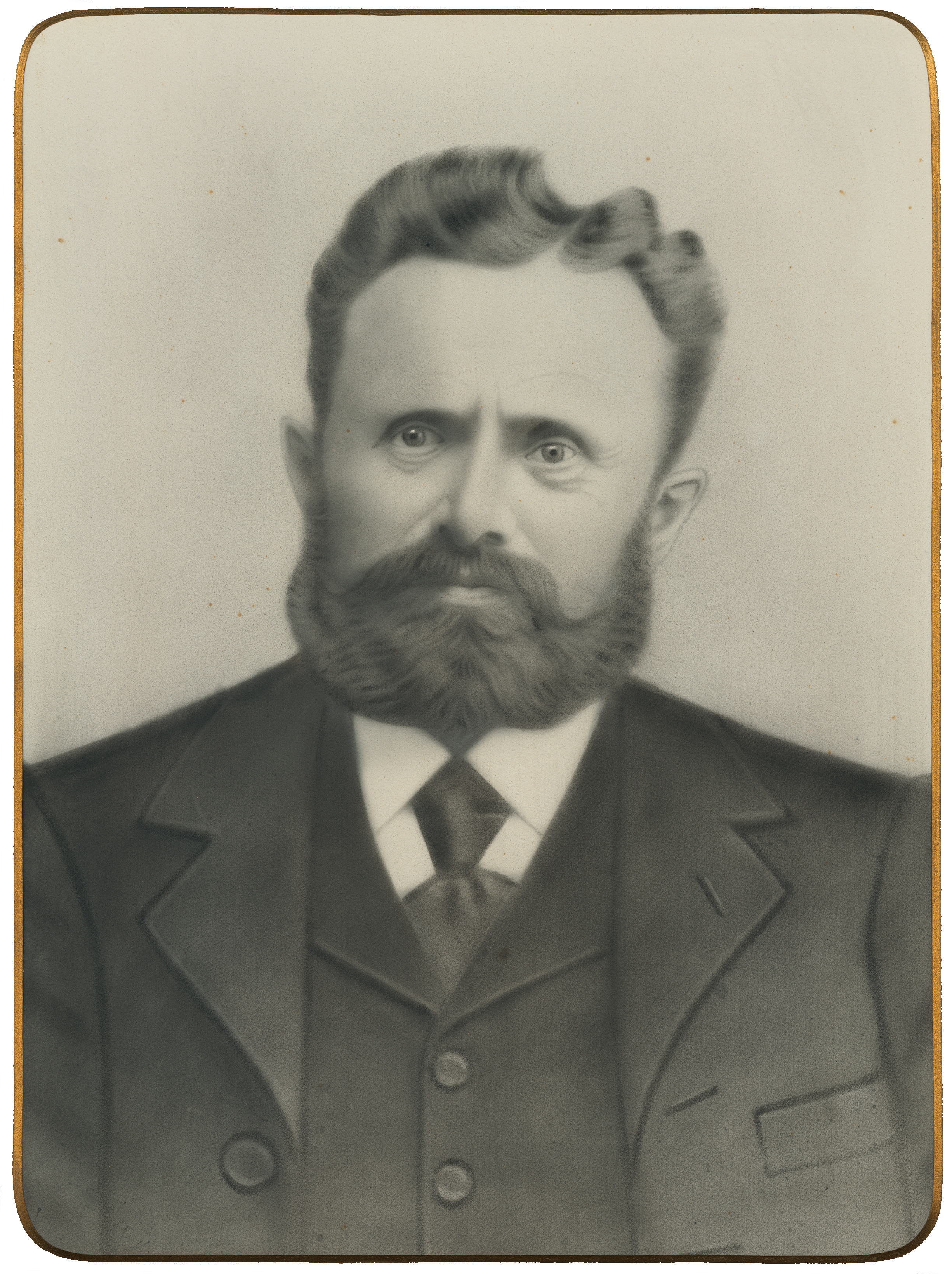
Porträtbild von Landammann Adolf Steuble (1856–1925)

Adolf Steuble (* 29. Juni 1856 in Appenzell; † 22. Dezember 1925 ebenda) war ein Schweizer Gastwirt, Bäcker und Politiker (KVP). Er gehörte fast vier Jahrzehnte lang der Regierung des Kantons Appenzell Innerrhoden an und vertrat diesen von 1906 bis 1925 im Nationalrat.

## Biografie
Der Sohn des Tierarztes Josef Anton Steuble und von Franziska Streule machte zunächst eine Lehre als Bäcker und Konditor, worauf er vier Jahre als Wandergeselle in Stettin verbrachte. 1877 heiratete er Euphrosina Knill. Er übernahm die Gastwirtschaft und die Bäckerei seines Vaters in Appenzell. Ab 1905 war er im Liegenschaften- und Holzhandel tätig. Als Witwer ging er 1906 eine zweite Ehe mit Benedikta Fuster ein.
Von 1885 bis 1888 amtierte Steuble als Bezirksrat des Bezirks Appenzell (entspricht einem Gemeinderat in anderen Kantonen). 1888 folgte die Wahl in die als Standeskommission bezeichnete Kantonsregierung. Dabei war er zunächst Landesbauherr, ab 1892 Landesstatthalter und schliesslich ab 1907 Landammann. Parallel dazu war er von 1898 bis 1903 Präsident der Feuerschaugemeinde und von 1890 bis 1925 Kirchenrat. Von Amts wegen war er von 1885 bis 1925 zugleich Mitglied des Grossen Rates. Bei den Nationalratswahlen 1893, 1896, 1899 und 1905 unterlag Steuble jeweils dem liberalen Amtsinhaber Karl Justin Sonderegger. 1906 trat er dessen Nachfolge als Nationalrat an. Von 1908 bis 1914 präsidierte er die Konservative Partei Innerrhodens, von 1912 bis 1925 war er Mitglied des Zentralvorstands der Konservativen Volkspartei der Schweiz. Bis zu seinem Tod blieb er Landammann und Nationalrat.
Auf kantonaler Ebene hatte Steuble verschiedene Ämter inne: Mitglied der staatswirtschaftlichen Kommission (1892 bis 1925), Präsident der Bau- und der Verhörkommission (1892 bis 1907), Mitglied der Landesschulkommission (1892 bis 1924), Salzdirektor (1904 bis 1925), Mitglied der kantonalen Bankkommission (1900 bis 1907) und Präsident des Sanitätsrats (1907 bis 1925). Er wirkte von 1895 bis 1900 als Vizepräsident der Ländlichen Spar- und Leihkasse und von 1912 bis 1925 als Präsident der Lokalkommission der Schweizerischen Genossenschaftsbank. 1885 gehörte er zu den Gründern des kantonalen Schützenvereins und 1891 des kantonalen Jägervereins. Darüber hinaus war er Präsident der Korporation Wilder Bann (1885–1889) und der Korporation Forren (1886–1888) sowie Mitbegründer der Korporation Fählen. Darüber hinaus sass er im Verwaltungsrat der Appenzeller Bahn und der Schweizerischen Bundesbahnen.